# Закон специфической энергии
Закон специфической энергии впервые предложил Иоганн Петер Мю́ллер в 1835 году, заключался в том, что природа восприятия определяется путем передачи сенсорной информации, а происхождение ощущения не имеет ключевого значения. Следовательно, различия в восприятии зрения, слуха и осязания вызваны не самими раздражителями, а различными нервными структурами, которые возбуждают эти раздражители. Например, нажатие на глаз вызывает ощущение вспышки света, потому что нейроны в сетчатке посылают сигнал в затылочную долю. Несмотря на то, что сенсорная информация осуществляется механически, опыт остается визуальным.

## Толкование
В «Руководстве по физиологии человека для лекций» (Handbuch der Physiologie des Menschen für Vorlesungen) Мюллер писал:
Бывают такие факторы, которые способны в один и тот же момент оказывать воздействие на все органы чувств. Таковым, например, может являться электричество. Это происходит по той причине, что к такому фактору чувствителен каждый из них. При этом реакция на него будет разной у каждого нерва, к примеру для одного это будет подобно свету, другой воспримет его как звук, третий услышит лишь запах. Так же и физически — один передаст боль и провоцирует состояние шока, второй — распознает электричество, попробовав его. Каждый ощущает по-своему — какой-то воспримет это через механическое раздражение, какой-то через жужжание, а какой-то через ощущение боли. И тот, кому вследствие вынужден разбираться в последствиях этого, должен понимать, что особой чувствительности нервов к определенным обстоятельствам и факторам как таковой не может быть достаточно, ибо каждый из них чувствителен к этому фактору, но воспринимают они все его по-разному… Ощущение не является процессом передачи состояния внешних тел к нашему сознанию. Это именно процесс передачи к сознанию, находящемуся в возбужденном состоянии из-за внешней причины.
Закон Мюллера отличается от современного изложения одним из ключевых моментов. Мюллер приписал качество опыта определенному качеству энергии в нервах. Например, визуальный опыт от света, падающего в глаз, или от удара в глаз, возникает из-за определенного качества энергии, переносимой зрительным нервом, и слухового опыта от звука, поступающего в ухо, или от электрической стимуляции ушной улитки возникает из-за особого качества энергии, переносимой преддеврно-улитковым нервом. В 1912 году Эдгар Дуглас Адриан показал, что все нейроны несут одинаковую электрическую энергию в виде потенциалов действия. Это означает, что качество опыта зависит от той части мозга, к которой нервы доставляют свои потенциалы действия, например, свет от нервов, попадающих в зрительную кору, и звук от нервов, попадающих в слуховую кору.
В 1945 году Роджер Сперри показал, что именно к мозгу крепятся нервы, отвечающие за опыт. Он изучал земноводных, чьи зрительные нервы полностью пересекаются, так что левый глаз соединяется с правым полушарием мозга, а правый глаз соединяется с левым полушарием мозга. Он смог разрезать зрительные нервы и заставить их отрастать на противоположной стороне мозга, так что глаза крепились к одноименным полушариям мозга. Затем он показал, что животные совершали движения, противоположные тем, которые они делали до операции. Например, до операции животное двигалось влево, чтобы уйти от большого объекта, приближающегося справа. После операции животное двигалось вправо от того же объекта, приближающегося справа. Сперри показал аналогичные результаты на других животных, включая млекопитающих (крыс), эта работа способствовала его Нобелевской премии в 1981 году.